# Palasovszky Béla
Palasovszky Béla (Sátoraljaújhely,  1899. július 19. – Budapest, 1974. február 18.) jogász, költő, újságíró.

## Életpályája
A középiskolát a sátoraljaújhelyi, gyulai és egri római katolikus főgimnáziumban végezte, Gyulán érettségizett. 1917-ben bevonult katonának. Az egri jogakadémián és a budapesti tudományegyetemen jogot tanult, 1921-ben a Budapestre menekült Erzsébet Tudományegyetemen államtudományból doktorált. 1921–1924 között  az MTI szerkesztője volt, majd újságíró lett. 1925-től Csongrád vármegye aljegyzőjeként, majd főispáni titkáraként Szentesen élt.
1941–1943 között az Esztergom Vármegye munkatársa. 1944-től Budapesten ügyvéd, 1959-től éjjeliőr.

## Munkássága
Verseit, novelláit szentesi és országos lapokban publikálta. Versei közül Derzsi Kovács Jenő többet is megzenésített. 1932-ben  elnyerte a Helikon ódapályázatán Keszthely város ezüstkoronáját. 
A Gyöngyösi István Társulat tagja volt.  Szerkesztette az Új Ezredév című folyóiratot.

### Megjelent kötetei
- Őszi harmat után, Mindszent, 1926
- A szolga énekel, Szentes, 1927
- A vérünk muzsikája, 1936.